# Élections législatives de 1968 dans le Cantal
Les élections législatives françaises de 1968 se déroulent le 23 juin 1968. Dans le département du Cantal, deux députés sont à élire dans le cadre de deux circonscriptions.

## Élus
| Circonscription | Député sortant                             | Parti | Parti | Député élu ou réélu | Parti | Parti |
| --------------- | ------------------------------------------ | ----- | ----- | ------------------- | ----- | ----- |
| 1re             | Augustin Chauvet                           |       | UDR   | Augustin Chauvet    |       | UDR   |
| 2e              | Jean Sagette suppléant de Georges Pompidou |       | UDR   | Georges Pompidou    |       | UDR   |

## Résultats

### Résultats à l'échelle du département
|                | Union pour la défense de la République          | 57 651  | 71,09  | 2 |  |  |
|                | Union des républicains de progrès               | 57 651  | 71,09  | 2 |  |  |
|                |                                                 |         |        |   |  |  |
|                | Section française de l'Internationale ouvrière  | 5 171   | 6,38   | 0 |  |  |
|                | Fédération de la gauche démocrate et socialiste | 5 171   | 6,38   | 0 |  |  |
|                |                                                 |         |        |   |  |  |
|                | Parti communiste français                       | 14 413  | 17,77  | 0 |  |  |
|                | Progrès et démocratie moderne                   | 3 859   | 4,76   | 0 |  |  |
|                |                                                 |         |        |   |  |  |
| Inscrits       | Inscrits                                        | 109 306 | 100,00 | 2 |  |  |
| Abstentions    | Abstentions                                     | 25 461  | 23,29  |   |  |  |
| Votants        | Votants                                         | 83 845  | 76,71  |   |  |  |
| Blancs et nuls | Blancs et nuls                                  | 2 751   | 3,28   |   |  |  |
| Exprimés       | Exprimés                                        | 81 094  | 96,72  |   |  |  |

### Résultats par circonscription

#### Première circonscription (Aurillac)
|                | Augustin Chauvet sortant réélu | UDR (URP)      | 27 522 | 63,3   |  |  |  |
|                | Michel Leymarie                | PCF            | 6 926  | 15,93  |  |  |  |
|                | Antonin Lac                    | FGDS (SFIO)    | 5 171  | 11,89  |  |  |  |
|                | François Duviard               | CD (PDM)       | 3 859  | 8,88   |  |  |  |
|                |                                |                |        |        |  |  |  |
| Inscrits       | Inscrits                       | Inscrits       | 57 016 | 100,00 |  |  |  |
| Abstentions    | Abstentions                    | Abstentions    | 12 943 | 22,7   |  |  |  |
| Votants        | Votants                        | Votants        | 44 073 | 77,3   |  |  |  |
| Blancs et nuls | Blancs et nuls                 | Blancs et nuls | 595    | 1,35   |  |  |  |
| Exprimés       | Exprimés                       | Exprimés       | 43 478 | 98,65  |  |  |  |

#### Deuxième circonscription (Saint-Flour - Mauriac)
|                | Georges Pompidou sortant réélu | UDR (URP)      | 30 129 | 80,1   |  |  |  |
|                | Louis Taurant                  | PCF            | 7 487  | 19,9   |  |  |  |
|                |                                |                |        |        |  |  |  |
| Inscrits       | Inscrits                       | Inscrits       | 52 290 | 100,00 |  |  |  |
| Abstentions    | Abstentions                    | Abstentions    | 12 518 | 23,94  |  |  |  |
| Votants        | Votants                        | Votants        | 39 772 | 76,06  |  |  |  |
| Blancs et nuls | Blancs et nuls                 | Blancs et nuls | 2 156  | 5,42   |  |  |  |
| Exprimés       | Exprimés                       | Exprimés       | 37 616 | 94,58  |  |  |  |